# Station Francastel-Ourcel
Station Francastel-Ourcel is een spoorwegstation in de Franse gemeente Francastel. Het station is gesloten.  